# Nouméa International 2010
Die Nouméa International 2010 als offene internationale Meisterschaften von Neukaledonien im Badminton wurden vom 10. bis zum 12. September 2010 ausgetragen. Es wurden Punkte für die Badminton-Weltrangliste vergeben.

## Austragungsort
- Nouméa, Salle Veyret

## Finalergebnisse
| Disziplin    | Sieger                       | Finalist                            | Ergebnis     |
| ------------ | ---------------------------- | ----------------------------------- | ------------ |
| Herreneinzel | Bjorn Seguin                 | Rosario Maddaloni                   | 21–14, 21–8  |
| Dameneinzel  | Agnese Allegrini             | Deyanira Angulo                     | 21-6, 21-10  |
| Herrendoppel | Luke Chong Oon Hoe Keat      | Sebastien Arias Bjorn Seguin        | 21–14, 21–12 |
| Damendoppel  | Cécile Kaddour Johanna Kou   | Cathy Camerota Melissa Sanmoestanom | 22-20, 21-16 |
| Mixed        | Bjorn Seguin Deyanira Angulo | William Jannic Cécile Kaddour       | 21-13, 21-9  |